# Бугров, Пётр Егорович
Пётр Егорович Бугров (1782—1859) — нижегородский купец — основатель династии Бугровых. Крупный арендатор и модернизатор
водяных мельниц.

## Биография
После нескольких лет работы в бурлацкой артели он занялся мукомольной деятельностью; в 1829 году арендовал четыре мельницы на реке Линде, модернизировал их, увеличив производительность. На этих мельницах перерабатывали только рожь.

## Меценатство
Известно, что в 1852 году он ремонтировал главный ярмарочный дом. Также в 1852—1853 годах построил доходный дом, арендуемый городским театром.
Его дело продолжил и преумножил сын Александр Петрович Бугров, которому в 1856 году (после смерти жены) он отдал все свои дела; а затем и внук Николай Александрович. Сам Пётр Егорович уехал в деревню Попово, где занялся сельским хозяйством и благотворительностью.